# Манга, Алеф
Алеф Мангуэйра Северино Перейра (порт. Alef Mangueira Severino Pereira); род. 29 ноября 1994, Сантус, Сан-Паулу), — бразильский футболист, нападающий клуба «Коритиба».

## Клубная карьера
Манга — воспитанник клубов «Сантос», «Жабакара» и «Сан-Висенте». В 2015 году Алеф начал профессиональную карьеру, выступая за клубы низших дивизионов Бразилии «Бандиранте», «Жабакара», «Кашкавель Рекреативо» и «Кашкавель». Летом 2018 года Манга перешёл в португальский «Оливейренсе». 22 сентября в матче против дублёров «Порту» он дебютировал в Сегунда лиге. В начале 2019 года Алеф вернулся в Бразилию, где играл за клубы «Корурипи», АСА и «Португеза Деспортос». В 2020 году Манга был арендован «Волта-Редонда». 10 октября в матче против «Боа» он дебютировал в бразильской Серии C. 14 ноября в матче против «Ипиранга» Алеф забил свой первый гол за «Волта-Редонда». 28 ноября в матче против «Бруски» он сделал хет-трик. По окончании аренды клуб выкупил трансфер игрока. 
Летом 2021 года Манга был арендован клубом «Гояс». 1 июня в матче против «Сампайо Корреа» он дебютировал в бразильской Серии B. 4 июня в поединке против «Конфьянса» Алеф забил свой первый гол за «Гояс». По итогам сезона он помог клубу выйти в элиту.
В начале 2022 года Манга на правах аренды перешёл в «Коритибу». 22 января в матче Лиги Паранаэнсе против «Сианорти» он дебютировал за основной состав. 31 января в поединке против «Униана» Алеф забил свой первый гол за «Коритибу». 10 апреля в матче против своего бывшего клуба «Гояс» он дебютировал в бразильской Серии A. В том же году Алеф помог команде выиграть Лигу Паранаэнсе.

## Достижения
Командные
 «Коритиба»
- Победитель Лиги Паранаэнсе — 2022